# Station Taffs Well
Taffs Well is een spoorwegstation van National Rail in Rhondda Cynon Taf in Wales. Het station is eigendom van Network Rail en wordt beheerd door Transport for Wales. 